# 加冷—巴耶利峇高速公路
加冷—巴耶利峇高速公路（英語：Kallang – Paya Lebar Expressway），縮寫KPE，是新加坡的一条高速公路，南部的加冷路段于2007年10月26日通车，而剩下的巴耶利峇路段则于2008年9月20日通车。
加冷—巴耶利峇高速公路和南部东海岸公园大道（ECP）和东北部的淡滨尼高速公路（TPE）相连，以及12公里长的6车道高速公路，其中约8.5（5.3英里）为地下汽车隧道，完工后增长至10公里。该条高速公路的建造费用为大约1.8亿新币（相等于1亿美元），是东南亚最长的高速公路隧道，建成当时也是世界上第六长的地下道路工程。目前这条高速公路共有3条来回车道，并且有8个交流道、11个小入口和12个小出口。该条高速公路的南部自2013年滨海高速公路启用后与其相连。